# 桂花厅
29°59′13.2″N 121°26′37.4″E / 29.987000°N 121.443722°E
桂花厅是浙江省宁波市江北区慈城镇的一座明清建筑。建筑位于慈城镇民族路25号，为明代慈溪县刘姓大族住宅。建筑坐北朝南，由倒屋、前厅、中堂、后楼及左右厢房组成，今仅有中堂保留原貌。中堂为硬山顶，面阔三间，前有廊，后双步梁为抬梁穿斗式结构。建筑1986年成为江北区文物保护单位，1997年8月成为浙江省文物保护单位。